# DDR-Meisterschaften im Feldfaustball 1961
Die DDR-Meisterschaften im Feldfaustball 1961 waren die zwölfte Austragung der DDR-Meisterschaften der Männer und Frauen im Feldfaustball der DDR im Jahre 1961.
Der letzte Spieltag fand am 12. und 13. August 1961 im Ostragehege in Dresden statt.
Nach dem ohne bekannte Gründe erfolgten Ausscheiden des Meisters Empor Barby errangen erstmals die Frauen von Lok Köthen den Meistertitel. Bei den Männern sicherte sich die ISG Hirschfelde zum siebenten Male hintereinander den Titel.
Durch die Abstiegsregelung zur Verringerung der Anzahl der Oberligamannschaften nach Zusammenlegung der Staffeln, spielten zehn statt zwölf Mannschaften bei den Frauen und zwölf statt 14 bei den Männern.

## Frauen
Die Frauenliga wurde in zwei Staffeln ausgetragen, die an den Spieltagen 1 und 3 untereinander und an den Spieltagen 2 und 4 gegeneinander antraten.
Lok Köthen, Einheit Rostock, Lok Schwerin, Motor Rathenow und Chemie Jena als Nachrücker für Empor Barby (A) spielten in Staffel I, Rotation Dresden Mitte, Medizin Weimar, Fortschritt Groitzsch, SG Eutritzsch und ISG Hirschfelde in Staffel II. Motor Görlitz Mitte – im Vorjahr auf Platz 9 – nahm nicht mehr an der Oberliga teil. Dadurch verringerte sich die Anzahl der Teilnehmer auf zehn.
Die Spieltage wurden an folgenden Daten ausgetragen:
- 1. Spieltag: 28. Mai 1961: Staffel I in Schwerin, Staffel II in Groitzsch
- 2. Spieltag: 17. und 18. Juni 1961: beide Staffeln in Leipzig
- 3. Spieltag: 9. Juli 1961: Staffel I in Barby, Staffel II in Oschatz
- 4. Spieltag: 12. und 13. August 1961: beide Staffeln in Dresden

Abschlusstabelle:
| Platz | Mannschaft             | Punkte |
| 1.    | Lokomotive Köthen      | 34:2   |
| 2.    | SG Eutritzsch (N)      | 33:3   |
| 3.    | Einheit Rostock        | 26:10  |
| 4.    | Motor Rathenow         | 24:12  |
| 5.    | Lokomotive Schwerin    | 17:19  |
| 6.    | ISG Hirschfelde (N)    | 15:21  |
| 7.    | Rotation Dresden Mitte | 13:23  |
| 8.    | Medizin Weimar         | 10:26  |
| 9.    | Fortschritt Groitzsch  | 6:30   |
| 10.   | Chemie Jena (N)        | 2:34   |

Aufstiegsspiele: Die letzten beiden Mannschaften stiegen in die Liga ab. An den am 26. und 27. August 1961 in Halle ausgetragenen Spielen um den Aufstieg in die Oberliga 1962 nahmen die zwei besten Mannschaften der vier Bezirksgruppen teil. Es qualifizierten sich die Mannschaften von Aktivist Staßfurt und Motor West Suhl.

## Männer
ISG Hirschfelde, Fortschritt Zittau, Fortschritt Glauchau, Chemie Zeitz, Fortschritt Walddorf und Neuling SG Leipzig-Eutritzsch spielten in Staffel I, Empor Rudolstadt, Motor West Erfurt, Lok Wittstock, Empor Barby, Wissenschaft Halle und Aufsteiger Chemie Jena in Staffel II.
Die Spieltage wurden an folgenden Daten ausgetragen:
- 1. Spieltag: 28. Mai 1961: Staffel I in Leipzig, Staffel II in Rudolstadt
- 2. Spieltag: 24. und 25.[5] Juni 1961: beide Staffeln in Hennigsdorf
- 3. Spieltag: 9. Juli 1961: Staffel I in Hirschfelde, Staffel II in Halle
- 4. Spieltag: 12. und 13. August 1961: beide Staffeln in Dresden

Kreuztabelle
| Mannschaften         | Hirschfelde | Zittau | Zeitz | Glauchau | Eutritzsch | Walddorf | Erfurt | Rudolstadt | Halle | Barby | Wittstock | Jena  |
| -------------------- | ----------- | ------ | ----- | -------- | ---------- | -------- | ------ | ---------- | ----- | ----- | --------- | ----- |
| ISG Hirschfelde      | X           | 24:29  | 44:23 | 42:27    | 33:27      | 47:11    | 47:22  | 43:24      | 46:23 | 46:23 | 47:31     | 40:26 |
| Fortschritt Zittau   | 23:46       | X      | 35:30 | 39:26    | 38:24      | 36:24    | 45:31  | 34:39      | 32:33 | 41:27 |           | 37:32 |
| Chemie Zeitz         | 25:34       | 33:41  | X     | 34:29    | 39:36      | 41:31    |        |            |       |       |           |       |
| Fortschritt Glauchau | 27:34       | 31:42  |       | X        | 23:27      | 42:29    |        |            |       |       |           |       |
| SG Eutritzsch        | 28:35       | 32:40  |       |          | X          | 42:24    |        |            |       |       |           |       |
| Fortschritt Walddorf | 26:47       | 27:44  |       |          |            | X        | 36:35  |            |       |       |           |       |
| Motor West Erfurt    |             |        |       |          |            |          | X      | 29:38      | 35:29 | 33:40 | 38:35     | 38:37 |
| Empor Rudolstadt     |             |        |       |          |            |          |        | X          | 47:34 | 33:33 | 42:39     | 40:29 |
| Wissenschaft Halle   |             |        |       |          |            |          |        |            | X     | 27:25 | 29:33     | 41:34 |
| Empor Barby          |             |        |       |          |            |          |        |            |       | X     | 39:32     | 39:26 |
| Lokomotive Wittstock |             |        |       |          |            |          |        |            |       |       | X         | 36:45 |
| Chemie Jena          |             |        |       |          |            |          |        |            |       |       |           | X     |

1. Spieltag, 2. Spieltag, 3. Spieltag, Finalspieltag
Abschlusstabelle:
| Platz | Mannschaft           | Punkte |
| 1.    | ISG Hirschfelde (M)  | 42:2   |
| 2.    | Fortschritt Zittau   | 38:6   |
| 3.    | Chemie Zeitz         | 28:16  |
| 4.    | Fortschritt Glauchau | 28:16  |
| 5.    | Motor West Erfurt    | 24:20  |
| 6.    | Empor Rudolstadt     | 23:21  |
| 7.    | Wissenschaft Halle   | 22:22  |
| 8.    | Empor Barby          | 18:26  |
| 9.    | Lokomotive Wittstock | 16:28  |
| 10.   | Chemie Jena (N)      | 12:32  |
| 11.   | SG Eutritzsch (N)    | 9:35   |
| 12.   | Fortschritt Walddorf | 4:40   |

Aufstiegsspiele: Aus den Qualifizierungsspielen zur Oberliga 1962 am 27. August 1961 gingen die zweite Mannschaft der ISG Hirschfelde (Sieger der Staffel V) und Einheit Halle (Sieger der Staffel IV) als Aufsteiger hervor.